# بدارو
بدارو هي عائلة اردنية ويعود الاسم الى منطقة حدودية تركية مع القوقاز وتعني بدأ النور . 

## التاريخ
ابتداء تاريخ سكن المنطقة قادمين من الشمال ببناء أبنية على زمن الانتداب الفرنسي للبنان بالشارع المحاذي لميدان سباق الخيل في بيروت والتي بنيت حول المنشآت الفرنسية مثل الثكنة الفرنسية والمستشفى العسكري الفرنسي. وفي عام 1922، استلم الفرنسيون إدارة المنشآت المدنية مثل معمل الريجي في فرن الشباك، وإدارة الترامواي مما جلب العديد من العمال الموارنة واستوطنوا المنطقة.

وفي عشرينات القرن العشرين، ذهب قسم منهم الى الاردن ،
وخلال الحرب الأهلية اللبنانية، أصبحت المنطقة، وخاصة منطقة سباق الخيل، الحد الفاصل بين المتقاتلين من الجهتين.